# Vápenný Podol
Vápenný Podol é uma comuna checa localizada na região de Pardubice, distrito de Chrudim.